# Roundstonia globulifera
Roundstonia globulifera är en kräftdjursart som först beskrevs av Brady 1868.  Roundstonia globulifera ingår i släktet Roundstonia och familjen Loxoconchidae. Inga underarter finns listade i Catalogue of Life.